# Emine Sultan (dcera Mustafy II.)
Emine Sultan (1. září 1696 – 1739) byla osmanská princezna. Byla dcerou sultán Mustafy II. a neznámé konkubíny. Byla také poloviční sestrou sultánů Mahmuda I. a Osmana III.

## Život
Emine Sultan se narodila 1. září 1696 v Edirnském paláci. Byla druhou dcerou osmanského sultána Mustafy II.
Když jí bylo pět let, její otec ji přislíbil jako manželku guvernérovi Damašku, Hasanovi Pašovi. V roce 1701 však toto zasnoubení bylo zrušeno a byla zasnoubena s Çorlulu Ali Pašou, který sloužil jejímu otci jako Silahdar Aga.
Dne 9. dubna 1708 ji její strýc, sultán Ahmed III., provdal. V tu chvíli se již Çorlulu stal velkovezírem. Výbava nevěsty i samotný obřad se uskutečnili v paláci pro velkovezíry.
V roce 1710 však Ali zemřel a Emine tak poprvé ovdověla. V roce 1712 byla znovu provdána, tentokrát za Recepa Pašu, guvernéra Trabzonu. Ovdověla brzy znovu a v roce 1724 byla provdána za Ibrahima Pašu. Ten krátce po svatbě také zemřel a v roce 1728 byla provdána naposledy, a to za Abdallaha Pašu. Ten zemřel v roce 1736.
Emine Sultan zemřela jako vdova v roce 1739. Byla pohřbena v Istanbulu.